# Billy Sperlich
Billy Sperlich (* 1977 in Owensboro) ist ein deutsch-US-amerikanischer Sportwissenschaftler und Hochschullehrer.

## Leben
Sperlich wurde als Sohn einer US-amerikanischen Mutter und eines deutschen Vaters in Owensboro (US-Bundesstaat Kentucky) geboren und wuchs nahe Rottweil im deutschen Bundesland Baden-Württemberg auf. Er war aktiver Leichtathlet und Triathlet und absolvierte an der Deutschen Sporthochschule Köln (DSHS) ein Studium der Sportwissenschaft, welches er 2002 abschloss. Anschließend war er als wissenschaftlicher Mitarbeiter an verschiedenen Instituten der DSHS tätig, unter anderem am Institut für Trainingswissenschaften und Sportinformatik und legte 2007 seine Doktorarbeit vor. Er war Postdoktorand und Gastprofessor an der Mittuniversitetet im schwedischen Östersund. 2011 folgte er dem Ruf der Bergischen Universität Wuppertal auf eine Juniorprofessur für „Leistungsdiagnostik und Trainingsberatung“, gefolgt von einer Vertretungsprofessur für Sportmethodik an der Universität der Bundeswehr München.
2013 rief Sperlich die Internetseite www.sportsandscience.de ins Leben, die sich eigenen Angaben nach „als Initiative für einen schnellen und verständlichen Transfer von evidenzbasierten Wissens in die Sportpraxis“ versteht.
Im Oktober 2013 folgte Sperlich dem Ruf auf eine Professur für Sportwissenschaft an der Julius-Maximilians-Universität Würzburg und übernahm dort die Leitung des Arbeitsbereiches „Integrative und experimentelle Trainingswissenschaft“. 2021 wurde er an der Universität Würzburg zum Universitätsprofessor für „Integrative und experimentelle Bewegungs- und Trainingswissenschaft“ ernannt.
Zu Sperlichs Forschungsschwerpunkten zählen insbesondere die Erforschung der Dosis-Wirkungsbeziehung von unterschiedlichen Trainingsmethoden auf die Ausdauerleistungsfähigkeit, Training in unterschiedlichen Umweltbedingungen (Hitze-, Kälte-, Höhenbedingungen), Bewegung und Sport im Alltag, Trainingsmethodik, insbesondere Formen hochintensiven Trainings und Aspekte der Ausdauerleistungsfähigkeit.
Sperlich untersucht seit 2015 den Nutzen tragbarer Sensorik für das Verständnis von individueller Trainingsanpassungen und ist Verfechter einer integrativen 24-Stunden-Perspektive im Trainingsprozess.
Seit 2018 ist er Sprecher der Sektion Trainingswissenschaft der Deutschen Vereinigung für Sportwissenschaft.